# Anoplophora tonkinea
Anoplophora tonkinea är en skalbaggsart som först beskrevs av Maurice Pic 1907.  Anoplophora tonkinea ingår i släktet Anoplophora och familjen långhorningar. Inga underarter finns listade i Catalogue of Life.